# Episodi di Drei Damen vom Grill (undicesima stagione)
L'undicesima stagione della serie televisiva Drei Damen vom Grill è stata trasmessa in anteprima in Germania nel corso del 1991.
| nº | Titolo originale                         | Titolo italiano | Prima TV Germania | Prima TV Italia |
| -- | ---------------------------------------- | --------------- | ----------------- | --------------- |
| 1  | Die Hochzeitsnacht                       | inedito         | 1991              | inedito         |
| 2  | May 1992Drum prüfe ewig, wer sich bindet | inedito         | 1991              | inedito         |
| 3  | May 1992Icke, dette, kieke mal           | inedito         | 1991              | inedito         |
| 4  | May 1992Wenn die Liebe hinfällt          | inedito         | 1991              | inedito         |
| 5  | May 1992Miss Müggelsee                   | inedito         | 1991              | inedito         |
| 6  | May 1992Blauer Dunst                     | inedito         | 1991              | inedito         |
| 7  | May 1992Segel-Schein                     | inedito         | 1991              | inedito         |
| 8  | May 1992Ketten-Reaktion                  | inedito         | 1991              | inedito         |
| 9  | Jacke wie Hose                           | inedito         | 1991              | inedito         |
| 10 | Vaterfreuden                             | inedito         | 1991              | inedito         |